# Dendrophyllia cecilliana
Espèce
Dendrophyllia cecilliana est une espèce de coraux appartenant à la famille des Dendrophylliidae.